# Cauville-sur-Mer
 Cauville-sur-Mer  es una población y comuna francesa, en la región de Normandía, departamento de Sena Marítimo, en el distrito de Le Havre y cantón de Montivilliers.

## Demografía
| 508 | 494 | 505 | 1005 | 1165 | 1243 |
| Para los censos de 1962 a 1999 la población legal corresponde a la población sin duplicidades (Fuente: INSEE [Consultar]) |     |     |      |      |      |